# Calcíope (filla d'Eetes)
Segons la mitologia grega, Calcíope (en grec antic: Χαλκιόπη) va ser una filla d'Eetes, rei de la Còlquida.
Es casà amb Frixos i va ser la mare d'Argos, Citissor, Frontis i Melas.